# John Fiedler
John Donald Fiedler (Platteville, Wisconsin, VS, 3 februari 1925 - Englewood, New Jersey, VS, 25 juni 2005) was een Amerikaans acteur.
Velen zullen Fiedler kennen als de kale Mr. Peterson uit The Bob Newhart Show, anderen herkennen hem misschien uit de film The Odd Couple en de televisieserie die daarop volgde. Hij sprak stemmen in voor Disneyfilms  als Robin Hood (1973) en The Fox and the Hound (1981) als de stem van The Porcupine. Ook sprak hij de stem van Knorretje in voor de Winnie the Pooh-reeks. 
Verder speelde Fiedler in films als 12 Angry Men en That Touch of Mink. Ook speelde hij vele gastrollen, in series als Bewitched, L.A. Law, The Golden Girls, Cheers en The Streets of San Francisco.
Hij stierf op 80-jarige leeftijd aan kanker.

## Filmografie (selectie)
- Tom Corbett, Space Cadet Televisieserie - Cadet Alfie Higgins (Afl. onbekend, 1951-1954)
- 12 Angry Men (1957) - Jurylid #2
- Armstrong Circle Theatre Televisieserie - Kean (Afl., Night Court, 1957)
- Sweet Smell of Success (1957) - Counterman (Niet op aftiteling)
- Studio One Televisieserie - Jouvin (Afl., Death and Taxes, 1957)
- The United States Steel Hour Televisieserie - Boris (Afl., You Can't Win, 1957)
- Hallmark Hall of Fame Televisieserie - Vollenhoven (Afl., Hans Brinker and the Silver Skates, 1958)
- Stage Struck (1958) - Adrian
- All the King's Men (Televisiefilm, 1958) - Rol onbekend
- Brenner Televisieserie - Rol onbekend (Afl., False Witness, 1959)
- That Kind of Woman (1959) - Eager Soldier (Niet op aftiteling)
- The Many Loves of Dobie Gillis Televisieserie - Corporal Whistler (Afl., I Did Not Raise My Boy to Become a Soldier, Sailor or Marine, 1961)
- The Aquanauts Televisieserie - Mr. Jacobs (Afl., The Defective Tank Adventure, 1961)
- The Many Loves of Dobie Gillis Televisieserie - Mr. Wurts (Afl., The Ruptured Duck, 1961)
- Alfred Hitchcock Presents Televisieserie - Leon Gorwald (Afl., Incident in a Small Jail, 1961)
- Peter Gunn Televisieserie - Oliver Neilson (Afl., The Deep End, 1961)
- Have Gun - Will Travel Televisieserie - Turner (Afl., The Gold Bar, 1961)
- Peter Loves Mary Televisieserie - Clerk (Afl., Getting Peter's Putter, 1961)
- Pete and Gladys Televisieserie - Charley Brown (Afl., The Fur Coat Story, 1961)
- The Many Loves of Dobie Gillis Televisieserie - Mr. Bean (Afl., The Second Most Beautiful Girl in the World, 1961)
- A Raisin in the Sun (1961) - Mark Lindner (Dit was een verfilming van het toneelstuk A Raisin in the Sun, waarin Fiedler dezelfde rol speelde in de Theaterproductie op Broadway in 1959)
- Checkmate Televisieserie - Mr. Mitchie (Afl., A Slight Touch of Venom, 1961)
- Dennis the Menace Televisieserie - Mr. Clute (Afl., Dennis' Bank Account, 1961)
- The Many Loves of Dobie Gillis Televisieserie - Cheever (Afl., I Do Not Choose to Run, 1962)
- Thriller Televisieserie - Herbert Bleake (Afl., A Wig for Miss Devore, 1962)
- 87th Precinct Televisieserie - Cole (Afl., A Bullet for Katie, 1962)
- Outlaws Televisieserie - Ludlow Pratt (Afl., No More Horses, 1962)
- Alfred Hitchcock Presents Televisieserie - Amos Duff (Afl., The Last Remains, 1962)
- Girl Happy - Mr. Penchill (1965)
- Star Trek Televisieserie - Administrator Hengist (Afl., Wolf in the Fold, 1967)
- Het Grote Verhaal van Winnie de Poeh Animatiefilm - Knorretje (stem, 1977)
- knorretjes grote film Animatiefilm - Knorretje Stem 2003